# Episodi di Aliados (prima stagione)
La prima stagione di Aliados va in onda in Argentina dal 26 giugno al 27 novembre 2013. 
| nº | Titolo originale          | Titolo italiano | Prima TV Argentina | Prima TV Italia |
| -- | ------------------------- | --------------- | ------------------ | --------------- |
| 1  | 105 Días                  |                 | 26 giugno 2013     |                 |
| 2  | Fácil                     |                 | 3 luglio 2013      |                 |
| 3  | El Arca de Noah           |                 | 10 luglio 2013     |                 |
| 4  | Puentes                   |                 | 17 luglio 2013     |                 |
| 5  | El Fin del Mundo          |                 | 24 luglio 2013     |                 |
| 6  | Otro en tu Lugar          |                 | 31 luglio 2013     |                 |
| 7  | Vas a Gritar              |                 | 7 agosto 2013      |                 |
| 8  | No Sos Vos, Soy Yo        |                 | 14 agosto 2013     |                 |
| 9  | A Foja Cero               |                 | 21 agosto 2013     |                 |
| 10 | Cara de Feliz Cumpleaños  |                 | 28 agosto 2013     |                 |
| 11 | Demasiado Amor            |                 | 4 settembre 2013   |                 |
| 12 | Si Hubiera                |                 | 11 settembre 2013  |                 |
| 13 | Referente                 |                 | 18 settembre 2013  |                 |
| 14 | Un Final Anunciado        |                 | 25 settembre 2013  |                 |
| 15 | La Supervisión            |                 | 2 ottobre 2013     |                 |
| 16 | Ahora o Nunca             |                 | 9 ottobre 2013     |                 |
| 17 | Entre la Vida y la Muerte |                 | 16 ottobre 2013    |                 |
| 18 | El Mañana                 |                 | 23 ottobre 2013    |                 |
| 19 | Guerreros                 |                 | 30 ottobre 2013    |                 |
| 20 | Fantasmas                 |                 | 6 novembre 2013    |                 |
| 21 | ¿Quién es el Enemigo?     |                 | 13 novembre 2013   |                 |
| 22 | Invisible                 |                 | 20 novembre 2013   |                 |
| 23 | El Tablero de Ajedrez     |                 | 27 novembre 2013   |                 |